# Emilio Bisi
Emilio Bisi (Milano, 7 novembre 1850 – Milano, 19 febbraio 1920) è stato uno scultore italiano.

## Biografia
Nato a Milano nel 1850 in una famiglia di artisti, della quale il padre Luigi (1814-1886) (figlio di Michele e nipote di Giuseppe e di sua moglie Ernesta Legnani), pittore ed architetto, fu l'esponente più noto, Emilio Bisi dopo gli studi in matematica si dedicò alla scultura. Tra le sue opere il Franco tiratore, suo primo successo, presentato a Parigi all'Esposizione universale del 1878; le nove grandi statue che ornano la facciata della chiesa di rito serbo-ortodosso di san Spiridione a Trieste; la statua allegorica della regione Lombardia posta sul coronamento del sommoportico del Vittoriano di Roma. È autore, inoltre, di alcuni monumenti funerari.  
Sposato con la scrittrice Sofia Albini (1856 - 1919), morì nella città natale, a sessantanove anni, nel 1920. La figlia Antonietta, detta Jetta (1891 - 1945), fu pittrice.